# Gheorghe Stan (jurist)
Gheorghe Stan (n. 23 ianuarie 1974, Bacău) este un jurist român care în prezent ocupă funcția de judecător al Curții Constituționale fiind numit de Camera Deputațiilor în 2019.
Acesta a ocupat functia de inspector sef adjunct al Inspectiei Judiciare in perioada 2012-2019.
Între 2009 și 2012 a fost procuror la Parchetul de pe lângă Înalta Curte de Casație și Justiție. 
Intre ianuarie si iunie 2019 acesta a fost procuror sef al Sectiei pentru Investigarea Infractiunilor din Justitie.
Numirea acestuia la Curtea Constituțională a fost contestată însă Curtea a respins sesizarea pe 5 iunie 2019.